# 乌鲁木齐二·五爆炸案
乌鲁木齐二·五爆炸案發生于1992年2月5日（农历大年初二）中华人民共和国新疆维吾尔自治区首府乌鲁木齐市，中国官方将此事件定性为恐怖袭击。 四颗定时炸弹被安放在公共汽车、影剧院、住宅楼里。其中52路和30路公共汽车上的两颗发生爆炸，造成这两辆公共汽车被炸毁。52路公共汽车的爆炸异常惨烈，3人当场死亡、23人不同程度受伤，现场一片狼籍。

## 背景
1990年底，东突厥斯坦伊斯兰改革者党被新疆警方破获，但其重要成员依米提·塔里甫和依德力斯汗等漏网。1990年11月到1992年7月，东突厥斯坦伊斯兰改革者党的重要成员依米提·塔里甫和依德力斯汗在叶城县伯西热克乡布赫苏依村阿不力克木·依沙木丁家后院建立一训练基地，先后举办了三期训练班，训练出了60余名骨干，在依米提·塔里甫和依德力斯汗的指挥下制作定时爆炸装置，制造系列恐怖事件，其中主要有库车二·二八爆炸案、库车十·五抢劫案、库车偷运武器案、乌鲁木齐二·五爆炸案等。
1991年2月28日，该组织在库车县客运站录像厅投放定时爆炸装置，造成1人死亡、13人受伤。2月28日当天，他们还在库车县县城的一家个体商店安置了炸弹但爆炸未遂。1991年7月，该组织指使境外关系人从巴基斯坦将7支手枪、180发子弹藏在电视机、电风扇中偷运入境。1992年2月5日，该组织派出由买买提·色依提为首的名为“伊斯兰改革者党突击队”的5人小组，在乌鲁木齐市市区制造了乌鲁木齐二·五爆炸案。1992年7月，依米提·塔里甫等该组织主要骨干在库车县、沙雅县、叶城县被公安机关抓获，依德力斯汗、买买提·色依提等人在越境外逃过程中被击毙和抓获，该组织的活动方告结束。

## 过程
1992年2月5日是农历大年初二，正值春节假期，大街上都是拎着年货走亲访友的群众。当天傍晚19时40分，正在闹市区行驶的一辆52路公共汽车突然发生爆炸，3人当场死亡、23人不同程度受伤。在第一时间赶到现场的一名刑警回忆说，“那辆52路公共汽车被炸得只剩下一副铁架子，现场周围到处是鲜血和支离破碎的年货，受伤群众的哭叫声不绝于耳。“
正当人们救助受伤群众的时候，一辆停放在终点站的30路公共汽车发生爆炸，所幸没有造成人员伤亡。在此后的几天内，刑警方面根据群众举报，又陆续在位于乌鲁木齐市中心的群众剧院录像厅和位于文化路的新疆维吾尔自治区文学艺术界联合会住宅楼一楼阳台下，发现了两枚未爆炸的定时炸弹。

## 侦破
案件发生后，新疆维吾尔自治区公安厅成立了以厅长陈金池为组长的专案侦破指挥领导小组。经过此后几个月的侦查，新疆维吾尔自治区全区相继破获了16起重大暴力恐怖案件，收缴了一批爆炸物，警方从中发现了与乌鲁木齐二·五爆炸案有关的线索。1992年8月15日，警方在叶城县对已经被抓获的依德力斯汗的联络员阿塔乌拉进行审讯，得知主犯依德力斯汗已和6名乌鲁木齐二·五爆炸案的同案犯于8月12日乘坐一辆叶城县拉大米的卡车潜赴西藏自治区阿里地区，并准备从那里偷越国境。
专案侦破指挥领导小组迅速指示，兵分两路抓捕以依德力斯汗为首的7名乌鲁木齐二·五爆炸案犯罪嫌疑人。第一小组由新疆维吾尔自治区公安厅及乌鲁木齐市公安局负责刑侦工作的领导带队乘坐黑鹰直升机从乌鲁木齐市前往阿里地区；第二小组由喀什地区刑侦处及乌鲁木齐市公安局领导带队乘坐汽车从叶城县前往阿里地区。
第二小组在乘坐汽车前往阿里地区的路上得到可靠消息称，依德力斯汗等人已于8月14日日在叶城县麻扎地区下车，企图从吐鲁沟的山路偷越中巴边境到巴基斯坦。得知情况后，两个小组立刻折返麻扎地区，并在当地成立了临时指挥部，决定天亮后派一个小分队进入吐鲁沟展开搜索，留下一部分人封锁麻扎的沟口。8月23日清晨，6名民警和6名中国人民解放军战士组成的小分队进入吐鲁沟，在沟内他们遇到了柯尔克孜族牧民努尔汗。努尔汗向他们报告称，7名可疑人员正从沟内向麻扎的沟口走去。得到信息后，小分队立即返回麻扎向指挥部报告。指挥部派出3名警官进山向乌鲁木齐市公安局张副局长通报情况，3名警官（沙吾提警官（维吾尔族）、吕警官、赵警官）在山里遇到了那7名犯罪嫌疑人，双方展开搏斗。3名警官击毙持武器拒捕的犯罪嫌疑人2名，活捉5名（其中3名被击伤），缴获手枪5支，子弹326发，手榴弹１枚，爆炸装置6个，铵梯炸药、TNT、导火索、雷管等若干。沙雅一一·一三抢劫巨款案，库车二·二八录像厅爆炸案和乌鲁木齐二·五系列爆炸案全部告破。
这7名被击毙或抓获的犯罪嫌疑人中有：
- 依德力斯汗·乌买尔（首犯）：被抓获
- 买买提明·色依提：在乌鲁木齐市二·五系列爆炸案中指挥投放炸弹：被抓获
- 买买提·万努斯：沙雅一一·一三抢劫巨款案中开枪打伤运款车司机，抢劫50万元巨款。[3]

1995年，对已逮捕的49名罪犯作出了法律制裁。阿不力米提·塔里甫、依地力斯罕·吾买尔2犯以组织领导反革命集团罪和反革命破坏罪被判处死刑。买买提明·色依提、黑力力·阿勒同、阿不都拉·买买提3犯分别以爆炸罪、抢劫罪、窝藏罪和非法运输爆炸物品罪被判处死刑。5名罪犯被执行枪决。这5名罪犯的情况如下：
- 依米提·塔里甫（首犯）：又名阿不力米提·塔里甫，男，维吾尔族，现年32岁，库车县四区人，曾在叶城县学习经文。1990年10月参与策划成立伊斯兰改革者党，任该党军事委员，主谋策划沙雅一一·一三抢劫案和乌鲁木齐二·五系列爆炸案。
- 依德力斯汗·乌买尔（首犯）：男，维吾尔族，现年29岁，新疆喀什地区叶城县依提库乡人，曾在叶城县学习经文。1990年10月参与成立伊斯兰改革者党，任该党财政经济委员，主谋策划沙雅一一·一三抢劫案和乌鲁木齐二·五系列爆炸案。
- 买买提明·色依提：男，维吾尔族，现年24岁，新疆库车县人，农民。爆炸犯。
- 黑力力·阿勒同：男，维吾尔族，现年30岁，新疆库车县人，农民。抢劫、非法运输爆炸物犯。
- 阿不都拉·买买提：男，维吾尔族，现年22岁，新疆喀什地区叶城县人，农民。爆炸犯。